# Heleny Guariba
Heleny Telles Ferreira Guariba (Bebedouro, 17 de março de 1941 – Rio de Janeiro, 12 de julho de 1971) foi uma professora de teatro, dramaturga e guerrilheira brasileira, militante da Vanguarda Popular Revolucionária (VPR), organização de esquerda que fazia a luta armada contra o regime militar, durante a ditadura militar que foi instaurada no Brasil em 1964.
Foi um dos casos investigados pela Comissão da Verdade, um colegiado organizado pelo governo do Brasil para apurar mortes e desaparecimentos ocorridos durante o período.

## Biografia
Filha de Isaac Ferreira Caetano e Pascoalina Ferreira, Heleny Telles Ferreira Guariba nasceu em Bebedouro, São Paulo, em 17 de março de 1941.
Aos dois anos de idade ficou órfã de pai, desse modo, foi criada pela mãe, pela avó e por uma tia. Após a morte de seu pai, a família se mudou para São Paulo. Quando adolescente, deu aulas para crianças e jovens na Escola Dominical da Igreja Metodista.
Formou-se na Faculdade de Filosofia da Universidade de São Paulo (USP) com especialização em cultura grega. Paralelamente, estudou teatro e trabalhou como professora na Faculdade de Filosofia da USP e na Escola de Arte Dramática de São Paulo (EAD). Em 1962, casou-se com Ulisses Telles Guariba Netto, com quem teve dois filhos, Francisco e João Vicente.
Durante os anos em que cursou filosofia (1960-1964), Heleny conheceu Iara Iavelberg, estudante e guerrilheira, tornando-se colegas de militância.
Muito focada nos estudos e nas atividades culturais, em 1965 recebeu uma bolsa de estudos do Consulado da França, em São Paulo, especializando-se na Europa, onde ficou com o marido até 1967. Fez inúmeros cursos, inclusive em Berlim, onde estudou a arte de Bertolt Brecht e estagiou como assistente de direção. Na França, fez seu doutorado, além de estágios em diversos teatros do país, como o Theatre de la Cité, de Roger Planchon, discípulo de Brecht.
Ao voltar para o Brasil, passou a dar aulas na Escola de Artes Dramáticas da USP e foi contratada pela prefeitura de Santo André (SP), onde se tornou a diretora do grupo de teatro da cidade. Ali iniciou uma série de trabalhos culturais, montando uma peça de Molière com os alunos das escolas municipais. Na Aliança Francesa, na capital paulista, lecionou, montou e dirigiu peças de teatro. Em 1968, fundou um grupo de teatro em Santo André, cidade próxima à São Paulo. A primeira montagem do grupo foi "Jorge Dandin, o Marido Traído", do dramaturgo francês Moliére, que foi vista por mais de 7 mil pessoas. Em 1969, o grupo montou "A Ópera dos Três Vinténs, de Bertolt Brecht.
Trabalhou com Augusto Boal, dando aulas no seminário de dramaturgia do Teatro de Arena. Além disso escreveu diversos artigos, publicados em jornais na década de 1960.

### Prisão e Desaparecimento
Com a emissão do decreto AI-5, em dezembro de 1968, seu trabalho no âmbito cultural foi interrompido.
Em 1969, se separou do marido e, a partir deste ano, começou a militar com o codinome Lucy, na Vanguarda Popular Revolucionária (VPR), organização de extrema-esquerda que atuava através de luta armada contra o regime militar. Heleny passou a namorar um colega da VPR, José Olavo, e, então, a viver na casa dos pais do novo companheiro, em Poços de Caldas, Minas Gerais. O pai de José Olavo é preso pela Operação Bandeirante (OBAN) e, mediante tortura, revela onde está Heleny, que é presa pela primeira vez em 24 de abril de 1970.
Presa em Poços de Caldas no começo de 1970, durante a execução da Operação Bandeirantes, Heleny foi localizada pelo seu ex-marido e ex-sogro, o general em reserva Francisco Mariani Guariba no Departamento de Ordem Política e Social(DOPS/SP) com marcas roxas ocasionadas pelo uso de choque elétrico em seu corpo. Foi torturada na OBAN e no Destacamento de Operações de Informação - Centro de Operações de Defesa Interna (DOI-CODI/SP), pelos capitães Benoni de Arruda Albernaz e Homero César Machado.
Deu entrada no Hospital Militar com hemorragias provocadas pelas torturas e lá ficou internada por dois dias. Foi, então, transferida para cumprir pena no Presídio Tiradentes, sendo solta pela Justiça Militar em abril de 1971. Poucos meses depois, viajou para o Rio de Janeiro para encontrar e estabelecer estratégias com um agente vindo do exterior para alterar táticas de atuação do movimento de oposição. Em julho do mesmo ano, quando se preparava para deixar o país e viver no exterior, foi presa no Rio de Janeiro, junto com o guerrilheiro que voltava de Cuba, Paulo de Tarso Celestino, dirigente da Ação Libertadora Nacional (ANL) e desapareceu. A ex-guerrilheira e presa política Inês Etienne Romeu, em depoimento dado ao Ministério da Justiça anos depois, afirmou que Heleny Guariba esteve presa em Petrópolis, na chamada Casa da Morte, onde Inês esteve, e que foi torturada, durante três meses, e, por fim, executada.
Entretanto, segundo informações dadas pelos órgãos de segurança, Heleny não estava realmente presa porque obteve êxito em sua viagem para o exterior. Em dezembro de 1975, o Serviço de Polícia do III Exercito de Porto Alegre emitiu a sua prisão preventiva pela sua condenação na 2º Circunscrição Judiciária Militar (CJM), em 18 de julho de 1972 e a colocou na lista dos foragidos e procurados pela polícia judiciária militar.
O Serviço Nacional de Informações (SNI), divulgou em julho de 1976 um documento que atestava que Heleny seria utilizada como "pombo correio" da militância e operava junto de perigosos terroristas e que naquele momento encontrava-se foragida. Neste mesmo ano, a Federação Democrática Internacional das Mulheres dirigiu ao diretor da divisão de direitos humanos, em Genebra, uma declaração onde atestava a violação de direitos humanos que ocorria naquele período no Brasil.
Segunda as pesquisas realizadas pela Comissão Nacional da Verdade (CNV), um documento da SNI onde estão alguns nomes de militantes desaparecidos e a data de seu falecimento, seu nome se vincula ao dia 24 de julho de 1971.Chegou-se a conclusão, no entanto, de que a mesma teria sido detida pelas forças armadas no dia 12 de julho de 1971, no Rio de Janeiro. Assim, apesar de seu corpo não ter sido encontrado, Heleny foi dada como morta.

## Homenagens post mortem
No centro da cidade de Santo André (SP), o Auditório Heleny Guariba, na Praça IV Centenário, também é uma homenagem à professora.